# Syringodes viridimaculatus
Syringodes viridimaculatus är en insektsart som beskrevs av Günther 1943. Syringodes viridimaculatus ingår i släktet Syringodes och familjen Diapheromeridae. Inga underarter finns listade i Catalogue of Life.